# ヤキ・リーベツァイト
ヤキ・リーベツァイト（Jaki Liebezeit、本名Hans Liebezeit、1938年5月26日 - 2017年1月22日）は、ドイツ・ドレスデン出身のドラマー。ロックバンド「カン」の創設メンバーとして知られる。

## 略歴
1960年代、ヨーロッパのフリージャズ・バンド、マンフレート・ショーフ・クインテットの一員だった。
続いてカンとサイケデリック・ロックに挑戦した。バンドの代表作『タゴ・マゴ』の収録曲「Halleluhwah」での超絶的なドラミングで伝説となる。
尋常ならざる「メトロノーム」スタイルのドラム奏法で知られる。カンのメンバーたちは「ヤキは半分人間で半分マシーンだ」と評した。
セックス・ピストルズのフロントマン、ジョン・ライドンは自伝『Still a punk』において、「ピストルズ解散後、いちばん組みたかったドラマーはヤキ・リーベツァイトだった」と書いた。
1980年、ファントムバンドに加入。また、「Drums off Chaos」や「Club off Chaos」といったドラム・アンサンブルを組んだ。
後にジャー・ウォブル やフィリップ・ジェック (Philip Jeck)と共演。
ジャー・ウォブルのアルバム『30 Hertz Records』をプロデュースした。
ブライアン・イーノのアルバム『ビフォア・アンド・アフター・サイエンス』、デペッシュ・モードのアルバム『ウルトラ』などに参加した。
近年はバーント・フリードマンのアルバム『Secret Rhythms』、シラーのアルバム『Atemlos』に参加した。

## ディスコグラフィ

### 参加アルバム
- Manfred Schoof Quintett: Voices (1966年)
- Alexander von Schlippenbach: Globe Unity (1966年)
- Brian Eno: Before and After Science (1977年)
- Phantomband: Phantomband (1980年)
- Joachim Witt: Silberblick (1980年)
- Phantomband: Freedom Of Speech  (1981年)
- 『フル・サークル』 - Full Circle (1982年) ※ジャー・ウォブル、ホルガー・シューカイとのコラボレーション
- Joachim Witt: Edelweiß (1982年)
- Gianna Nannini: Latin Lover (1982年)
- Trio: Bye Bye (1983年)
- Irmin Schmidt: Musk at Dusk (1987年)
- The Ya Ya´s: 2-3-4-5-6-7-8-9 (1989年)
- Brian Eno: Spinner (1995年)
- Depeche Mode: Ultra (1997年)
- Phantomband: Nowhere (1997年)
- Club Off Chaos: Club Off Chaos (1998年)
- Club Off Chaos: The Change of the Century (1998年)
- Maria de Alvear/Drums Off Chaos: Baum (2001年)
- Club Off Chaos: par et impar (2001年)
- Burnt Friedman & Jaki Liebezeit: Playing Secret Rhythms (2002年)
- Burnt Friedman & Jaki Liebezeit featuring David Sylvian: Out in the Sticks (2005年)
- Burnt Friedman & Jaki Liebezeit: Secret Rhythms II (2005年)
- Datenverarbeiter vs. Jaki Liebezeit: Givt Online Album (2005年)
- Datenverarbeiter vs. Jaki Liebezeit: Givt Return Online Album (2006年)
- Phillip Boa & The Voodoo Club: Diamonds Fall (2008年)
- Burnt Friedman & Jaki Liebezeit: Secret Rhythms III (2008年)
- Schiller: Atemlos (2010年) ※「Leidenschaft」「Opium」に参加
- Burnt Friedman & Jaki Liebezeit: Secret Rhythms IV (2011年)
- Drums Off Chaos & Jens-Uwe Beyer: Drums Off Chaos & Jens-Uwe Beyer (2011年)
- B.I.L.L. (Bell/Irmler/Liebezeit/Lippok): Spielwiese 2 (2011年)
- Sankt Otten: Messias Maschine (2013年)
- Robert Coyne with Jaki Liebezeit: The Obscure Department (2013年)
- Burnt Friedman & Jaki Liebezeit: Secret Rhythms V (2013年)